# Charaxes marginepunctata
Charaxes marginepunctata är en fjärilsart som beskrevs av Holland 1920. Charaxes marginepunctata ingår i släktet Charaxes och familjen praktfjärilar. Inga underarter finns listade i Catalogue of Life.